# Haplobunodon
Haplobunodon ist eine ausgestorbene Gattung der Paarhufer aus der Gruppe der Choeropotamidae. Sie war im Mittleren bis Oberen Eozän vor 47 bis 37 Millionen Jahren im heutigen Mittel- und Westeuropa verbreitet, bedeutende Fundstellen liegen mit Egerkingen in der Schweiz, dem Geiseltal in Sachsen-Anhalt und der Headon-Hill-Formation in England vor. Das überwiegende Fundmaterial besteht aus Gebissresten. Diesem nach handelte es sich um eine kleine Form der Paarhufer. Auffallende Kennzeichen waren eine Zahnlücke zwischen den ersten beiden Vormahlzähnen und fünfhöckerige Mahlzähne. Vermutlich ernährten sich die Tiere von Blättern und Früchten. Die Gattung wurde im Jahr 1908 wissenschaftlich benannt. Es sind mehrere Arten anerkannt.

## Merkmale
Haplobunodon war ein vergleichsweise großer Vertreter der Choeropotamidae, im Verhältnis zu heutigen Paarhufern jedoch eher klein. Neben einem Teilskelett ist die Gattung vor allem durch Gebissreste bekannt. Schädelfunde liegen nur partiell vor. Ein aufgefundenes Exemplar eines großen Vertreters aus der Headon-Hill-Formation in England wies eine erhaltene Länge von 11,7 cm vom Hinterhaupt bis zum ersten Prämolaren auf und war am Hinterhauptsbein 3,4 cm hoch. Aufgrund der starken Beschädigung sind aber nur wenige weitere Merkmale ableitbar. Auf dem Schädel verlief ein kräftiger Scheitelkamm, der sich hinten mit dem ebenfalls robusten Hinterhauptskamm verband. Insgesamt entstand dadurch eine recht auffällige Schädelhöhe. Das Nasenbein war lang. Am Schläfenbein zeigte sich der Warzenanteil nur als schmaler Knochenstreifen. Die Paukenblasen auf der Schädelunterseite waren nicht verknöchert. Für einen nahezu vollständigen Unterkiefer wird eine Länge von 11,4 cm angegeben, allerdings fehlte der vordere Bereich der Symphyse. Die Höhe des horizontalen Knochenkörpers blieb weitgehend konstant, so dass sie hinter dem zweiten Prämolaren bei 1,5 und hinter dem letzten Molaren bei 1,7 cm lag. Sie konnte bei einigen Formen aber auch im Bereich der drei Mahlzähne zunehmen. Der Kronenfortsatz ragte 5,2 cm auf.
Das Gebiss bestand aus der vollständigen Bezahnung der Höheren Säugetiere mit insgesamt 44 Zähnen und folgender Zahnformel: {\displaystyle {\frac {3.1.4.3}{3.1.4.3}}}. In einzelnen Fällen war jedoch der erste Vormahlzahn reduziert. Es sind fast ausschließlich die Zähne des hinteren Gebisses überliefert. Auffallendstes Merkmal war das ausgedehnte Diastema, welches den ersten vom zweiten Prämolaren separierte, im Oberkiefer konnte dieses gut 2 cm betragen. Es war markant ausgedehnter als bei Amphirhagatherium, aber weniger als bei Thaumastognathus (die dreifache gegenüber der vierfachen Länge des letzten Molaren). Eine kleinere Zahnlücke hin zum dritten Prämolaren bestand nur manchmal. Der dadurch vom restlichen hinteren Gebiss deutlich abgetrennte erste Vormahlzahn hatte eine eckzahnähnliche (caniniforme) Gestalt. Alle anderen Backenzähne waren hingegen mit einem bunodonten (höckerigen) Kauflächenmuster ausgestattet, welches unter Umständen auch ansatzweise selenodont (mondsichelförmig) wirkte. Zudem besaßen sie niedrige (brachyodonte) Zahnkronen. Im Gegensatz zu Amphirhagatherium zeigte sich am hintersten Prämolar keine eindeutige Molarisierung. Vielmehr wies er einen dreieckigen Umriss mit einem hochaufragenden Höcker auf. Die Mahlzähne hingegen waren viereckig und verfügten über insgesamt fünf Höcker. Die Länge der einzelnen Molaren nahm nach hinten zu, sie variierte bei großen Vertretern von 8,6 bis 9,6 mm im Oberkiefer und von 8,5 bis 13,5 mm im Unterkiefer.
Das postcraniales Skelett ist kaum bekannt. Anhand eines Teilskeletts eines kleineren Angehörigen aus dem Geiseltal in Sachsen-Anhalt lässt sich aussagen, dass die vorderen und hinteren Extremitäten etwa die gleiche Länge aufwiesen. Eine bei diesem vollständige Elle war rund 8,4 cm, ein ebenso vollständiger Oberschenkelknochen gut 8,9 cm lang.  Am Fuß maßen das Fersenbein gut 3,0 cm, das Sprungbein 1,5 cm in der Länge. An den hinteren Extremitäten waren Schien- und Wadenbein vollständig voneinander getrennt. Die Hand besaß wenigstens vier Strahlen.

## Fossilüberlieferung
Fossilreste von Haplobunodon sind aus weiten Bereichen von Mittel- und Westeuropa überliefert. Zu den bedeutendsten und umfangreichsten Kollektionen zählen jene von Egerkingen in der nördlichen Schweiz. Die seit der Mitte des 19. Jahrhunderts erforschte Fossillagerstätte erbrachte zahlreiche Gebissfragmente, die zwei unterschiedlich großen Arten zugesprochen werden. Ebenfalls recht umfangreichen sind die Funde aus dem Geiseltal in Sachsen-Anhalt. Dort wurde in der sogenannten Mittelkohle neben Unter- und Oberkieferfragmenten auch ein Teilskelett geborgen. Vermutlich stimmt die Form aus dem Geiseltal mit der kleineren Art aus Egerkingen überein. Ein Oberkieferbruchstück, das dem größeren Vertreter von Egerkingen entspricht, wurde wiederum aus dem Eckfelder Maar in Rheinland-Pfalz berichtet. Ein Schädel mit eventuell, zugehörige Unterkiefer stammen aus dem Totland Bay Member der Headon-Hill-Formation des Hordle Cliff an der Südküste von England, während einzelne Zähne aus dem nur wenige Kilometer westlich gelegenen Creechbarrow überliefert sind, dort aber aus der Creechbarrow-Limestone-Formation zu Tage traten. Zusätzliche Funde sind aus dem südlichen Frankreich bekannt. Alle Funde von Haplobunodon gehören dem Mittleren bis beginnenden Oberen Eozän an und datieren in den Zeitraum zwischen 47 und 37 Millionen Jahren.

## Paläobiologie
Anhand des Teilskeletts aus dem Geiseltal wird für die kleineren Vertreter von Haplobunodon eine Gesamtlänge von 60 bis 70 cm und ein Körpergewicht von 30 kg rekonstruiert. Die bunodonten Kauoberflächen der Mahlzähne befürworten eine pflanzenbasierte Ernährung gemischt aus Blättern und Früchten. Die Vertreter mit einer Tendenz zu selenodonten Kaumustern bevorzugten vermutlich eher Blätter. Die Ernährungsweise wird zumindest durch Magenreste von Masillabune aus der Grube Messel in Hessen gestützt.

## Systematik
Haplobunodon ist eine Gattung, die häufig der ausgestorbenen Familie der Choeropotamidae innerhalb der Ordnung der Paarhufer (Artiodactyla) zugesprochen wird. Charakteristische Merkmale der Gruppe finden sich in den bunoselenodont gestalteten Molaren und in einer Lücke zwischen den ersten beiden Prämolaren. Aufgrund ihres markanten Kaumusters der Mahlzähne galten die Choeropotamidae ursprünglich als näher verwandt zu den Flusspferden (Hippopotamidae) einschließlich der Anthracotheriidae als deren potenzielle Vorläufer, wurden aber teilweise auch mit den Schweineartigen (Suina) in Verbindung gebracht. Die meisten Wissenschaftler stufen sie heute als einen Teil einer Gruppe früher Paarhufer ein, die im Paläogen im westlichen Eurasien endemisch verbreitet war und deren genaueren Beziehungen unklar sind. Phylogenetischen Analysen as dem Jahr 2001 zufolge steht Haplobunodon innerhalb der Choeropotamidae Formen wie Choeropotamus und Thaumastognathus nahe, während andere Vertreter  wie Masillabune, Hallebune und Amphirhagatherium entfernter verwandt sind. Letztere drei wurden ebenfalls durch Fossilfunde aus dem Geiseltal belegt.

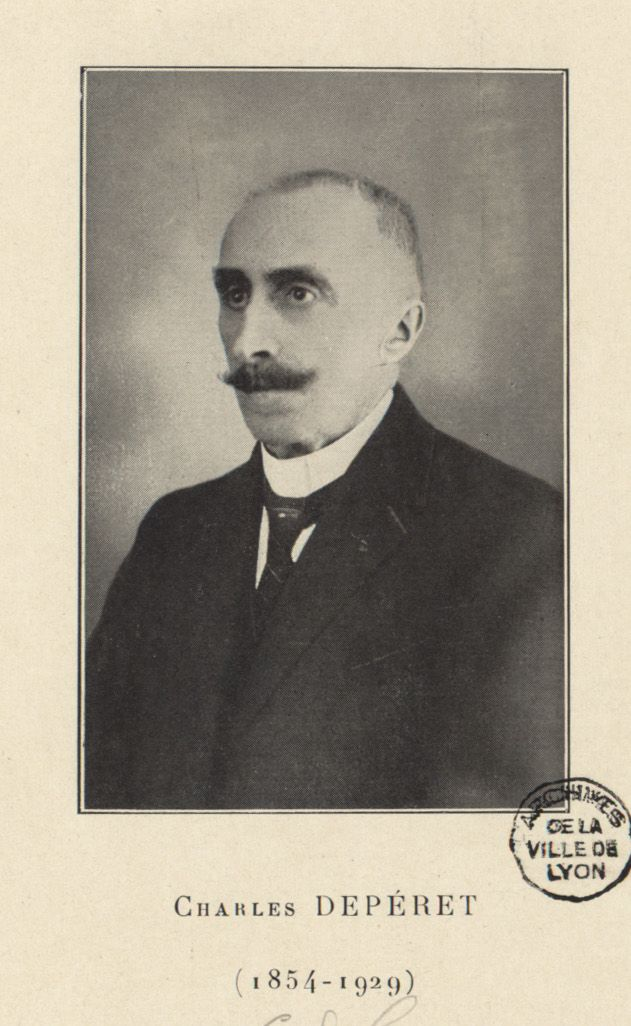
Charles Depéret

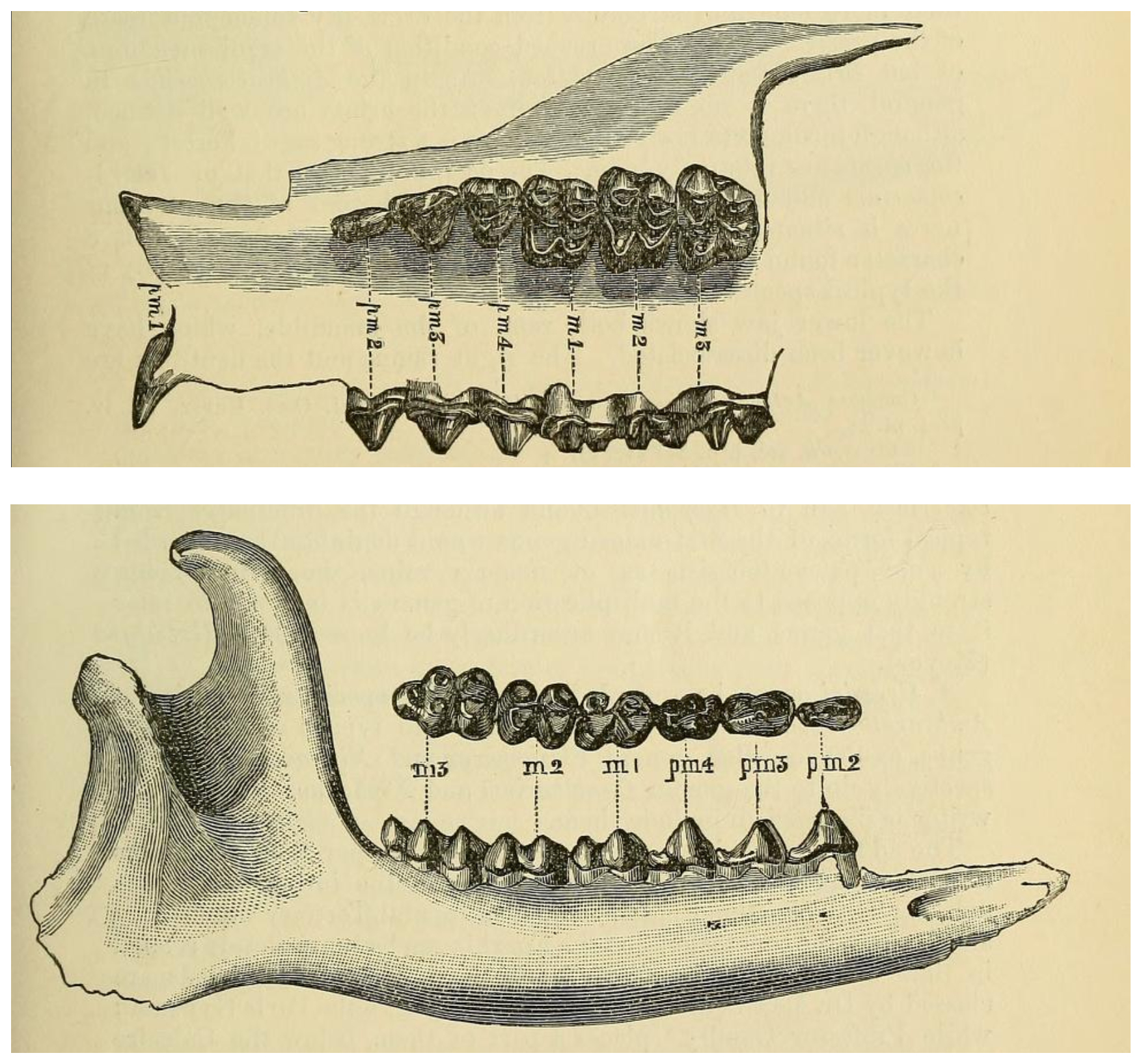
Typusmaterial von Haplobunodon lydekkeri, veröffentlicht von Richard Lydekker im Jahr 1885

Im Jahr 1885 führte Richard Lydekker in einem Katalogwerk des Natural History Museum von London eine Art namens Anthracotherium gresslyi aus der Headon-Hill-Formation des Hordle Cliff im südlichen England auf, belegt über einen Schädel und Unterkiefer. Er setzte diese mit einer zuvor von Ludwig Rütimeyer benannten Form namens Hyopotamus gresslyi aus Egerkingen in der nördlichen Schweiz gleich. Rütimeyer widersprach dieser Interpretation nachfolgend entschieden, da der von Lydekker vorgestellte Schädel eine große Zahnlücke zwischen dem ersten und zweiten Prämolaren aufwies, was bei den entsprechenden Funden aus Egerkingen nicht der Fall ist. Er befürwortete daher eine Neubenennung für den Schädel aus der Headon-Hill-Formation. Dem kam im Jahr 1908 Charles Depéret in einem kurzen Aufsatz über die Anthracotherien nach, in der er für die Headon-Hill-Funde die Gattung Haplobunodon kreierte und damit die wissenschaftliche Erstbeschreibung der Gattung vorlegte. Als Artnamen wählte er Haplobunodon picteti, benannt nach François Jules Pictet. Noch im gleichen Jahr begrüßte Hans Georg Stehlin die neue Gattungsbezeichnung, lehnte den Artnamen jedoch ab. Er verwies darauf, dass Pictet seinerzeit Fossilien aus Mauremont im südlichen Frankreich vorgestellt hatte, die in ihrem Gebissaufbau jenem von Rütimeyers Hyopotamus gresslyi entsprachen. Er schlug stattdessen Haplobunodon lydekkeri vor, was seitdem als Nominatform der Gattung gilt, während der Schädel und Unterkiefer (Exemplarnummer BMNH.29851 und BMNH.29713) aus der Headon-Hill-Formation das Typusmaterial repräsentieren.
Abseits der Erstbeschreibung der Gattung wurden die ersten, heute zu Haplobunodon gestellten Funde bereits Mitte des 19. Jahrhunderts in Egerkingen entdeckt und im Jahr 1862 von Rütimeyer zu Dichobune gestellt. Er etablierte hierbei die neue Art Dichobune muelleri anhand eines Unterkieferfragments. Stehlin führte in seiner Schrift aus dem Jahr 1908 Dichobune muelleri zu Haplobunodon über. Gleichzeitig wies er mit Haplobunodon solodurense noch eine weitere Art aus Egerkingen aus, wofür ihm zahlreiche Gebissfragmente des Ober- und Unterkiefers zur Verfügung standen. Letztere stellte die größere der beiden Arten aus Egerkingen dar, die in ihren Ausmaßen Haplobunodon lydekkeri nahekam. Zwei weitere Art wurde mit Haplobunodon venatorum anhand einzelner Zähne aus der Creechbarrow-Limestone-Formation bei Creechbarrow ebenfalls im südlichen England und mit Haplobunodon meridionale aus den phosphathaltigen Spaltenfüllungen von Saint-Maximin wiederum im südlichen Frankreich etabliert. Demnach setzt sich die Gattung Haplobunodon folgendermaßen zusammen:
- H. lydekkeri Stehlin, 1908
- H. meridionale Sudre, 1997
- H. muelleri (Rütimeyer, 1862)
- H. solodurense Stehlin, 1908
- H. venatorum Hooker, 1986

Phylogenetischen Studien zufolge bilden die Arten aber keine geschlossene Einheit. Problematisch hierbei ist Haplobunodon muelleri, das aufgrund seiner stärker selenodonten Zahnmerkmale enger an anderen Formen der Choeropotamidae wie Tapirulus und Lophiobunodon gebunden zu sein scheint. Dies würde der Gattung einen paraphyletischen Ursprung geben. Für eine Aufteilung ist aber nach Aussage der Autoren der Studie weitaus umfangreicheres Fundmaterial erforderlich.
In einer ersten Stellungnahme verwies Stehlin im Jahr 1908 Haplobunodon In die Familie der Anthracotheriidae, was nachfolgend häufig geteilt wurde. Guy E. Pilgrim wies aber bereits 1941 auf die untypische Schädelgestaltung bei der Gattung und einiger verwandter Formen hin, die mit einer Stellung innerhalb der Anthracotherien nicht einhergingen. Gut 37 Jahre später etablierte Jean Sudre daher die Familie der Haplobunodontidae. Zahlreiche Autoren nutzten später diese Familiengruppe, so bei den jeweiligen wissenschaftlichen Einführungen von Masillabune und Hallebune oder aber bei der genauen Positionierung von Amphirhagatherium. Die Haplobunodontidae wurden allerdings bereits im Jahr 1988 von Alan W. Gentry und Jerry J. Hooker mit den Choeropotamidae vereint. Dies begründete sich im Folgenden unter anderem mit einzelnen Fehlinterpretationen Sudres etwa bezüglich des Verhältnisses des ersten Prämolaren zum Eckzahn, wozu jedoch auch weitere Analysen angemahnt wurden. Eine phylogenetische Studie aus dem Jahr 2020 präferiert hierbei wiederum die Abtrennung Haplobunodontidae von den Choeropotamidae., wobei in diesem Konzept erstere Haplobunodon einschließen, letztere hingegen Hallebune und Amphirhagatherium.